# 美和村 (兵庫県)
美和村（みわむら）は、兵庫県氷上郡にあった村。現在の丹波市市島町の南西部にあたる。

## 地理
- 山岳：千丈寺山、五大山、鷹取山、五台山
- 河川：竹田川、美和川

## 歴史
- 1889年（明治22年）4月1日 - 町村制の施行により、勅使村・酒梨村・与戸村・乙河内村・白毫寺村・戸坂村の区域をもって発足。
- 1955年（昭和30年）3月20日 - 竹田村・前山村・吉見村・鴨庄村と合併して市島町が発足。同日美和村廃止。

## 交通

### 鉄道路線
旧村域を日本国有鉄道の福知山線が通過したが、駅は所在しなかった。

### 道路
- 国道175号